# 倉敷みらい公園
倉敷みらい公園（くらしきみらいこうえん）は岡山県倉敷市寿町にある、倉敷市が管理する都市公園である。

## 概要
旧倉敷紡績（クラボウ）倉敷工場跡地に開設された都市型テーマパーク「倉敷チボリ公園」が経営難により2008年（平成20年）12月31日をもって閉園し、跡地をイトーヨーカ堂の複合商業施設「アリオ倉敷」、三井不動産のアウトレットモール「三井アウトレットパーク 倉敷」と一体的に整備している。本公園は倉敷チボリ公園の住居表示を引き継いでいる。
名称は2010年9月 - 11月に市民から公募し、700件を超える応募の中から、市内部で検討を重ねて決定した。倉敷市長・伊東香織は理由として、「倉敷の明るい未来を象徴する場所にしてほしいという熱い思いを感じた」。
総面積は約21,000m²（2.1ha）で、そのうち緑道部分は約0.7ha、緑地部分は約1.4ha。総事業費は約13億2,100万円。公園内を流れる倉敷用水を中心とした、幅約22m、往復約600mの緑道と、芝生広場を備えた緑地からなる。
本公園は倉敷市の一時避難場所となっており、災害時にトイレになる特殊マンホールを7基、かまどとして使えるベンチ2基が整備されており、防災公園としての機能も備えている。

## アクセス
- 西日本旅客鉄道（JR西日本）山陽本線・伯備線 倉敷駅北口
- 水島臨海鉄道水島本線 倉敷市駅
- 最寄ICは山陽自動車道倉敷ICまたは山陽自動車道・瀬戸中央自動車道早島ICである。